# Франческо Феррара
Франческо Феррара (італ. Francesco Ferrara; 7 грудня 1810, Палермо, Сицилійське королівство — 22 січня 1900, Венеція, Королівство Італія) — італійський сенатор, економіст, статистик і видавець.

## Життєпис
Франческо Феррара народився 7 грудня 1810 в столиці острова Сицилія місті Палермо.

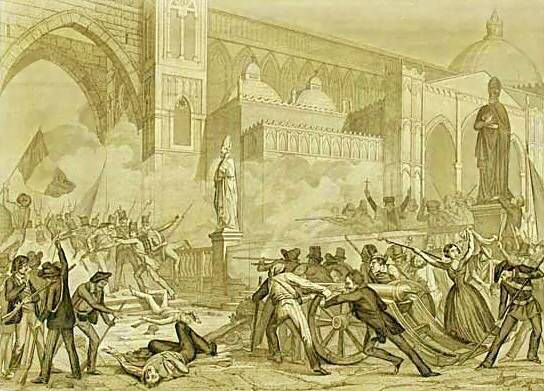
Події в Палермо (1848)

У 1840-х роках заснував журнал «Статистичний журнал» (італ. «Giornale de Statistica»), який видавав спільно з іншим видатним італійським політекономом Емеріко Амарі. У цьому періодичному друкованому виданні вони опублікували безліч своїх статей політико-економічної і статистичної спрямованості, в яких Феррара показав себе, як переконаний прихильник манчестерської школи, не змінивши своїм переконанням до самої смерті. За участь (переважно літературну) в революційному русі був разом з Амарі заарештований в 1847 році і посаджений в Палермську цитадель. У наступному році був звільнений Сицилійською революцією, після чого зайняв місце в рядах тимчасового уряду і був посланий в місто Турин з пропозицією Сицилійського престолу Фердинанду Савойському, герцогу Генуезькому.
Так як під час його відсутності революція була придушена і на Сицилії був відновлений колишній режим, Франческо Феррара, знаючи, що після повернення його знову посадять в тюрму, не повернувся назад на батьківщину. Він зайняв посаду професора політичної економії в Туринському університеті, а через якийсь час перевівся на ту-ж посаду в університет міста Піза.
У 1865 році Франческо Феррара був обраний депутатом, а в 1881 році увійшов в Сенат Італії.
У квітні 1867 увійшов до Ради міністрів Італії під головуванням Урбано Раттацці, де очолив міністерство фінансів країни. На цій посаді запропонував сміливий проект оподаткування одноразовим, розподіленим на кілька років податком в 600 мільйонів фр. церковного майна, яке повинно було бути першим кроком до їх секуляризації. Внаслідок частих розбіжностей з цього питання з головою Радміну, Франческо Феррара вже чотири місяці по тому вийшов у відставку, проте його проект в значно пом'якшеному вигляді Раттацці провів через палати.
З 1868 року Феррара очолював Вище комерційне училище в місті Венеції.
Серед найбільш значущих праць Феррари можна назвати: «Importanza dell'economia politica» (Турин, 1849) і «Memorie di statistica» (збірник його статистичних статей з різних питань, Рим, 1890). Він видав у 27 т. «Biblioteca degli economisti» (1857—1868), біографічні і критичні введення до яких надрукував і окремо, під назвою «Esame storico-critico degli economisti e delle dottrine economiste» (Турин, 1890-92).
Франческо Феррара помер 22 січня 1900 року в Венеції. Похований в церкві Сан-Доменіко (Палермо).